# Samoa en los Juegos Olímpicos de Atlanta 1996
Samoa estuvo representada en los Juegos Olímpicos de Atlanta 1996 por cinco deportistas, cuatro hombres y una mujer, que compitieron en tres deportes.
El portador de la bandera en la ceremonia de apertura fue el boxeador Bob Gasio. El equipo olímpico samoano no obtuvo ninguna medalla en estos Juegos.